# Rio Bârcaciu
O Rio Bârcaciu é um rio da Romênia afluente do Rio Jiu, localizado no distrito de Gorj.